# Pioussay
Pioussay korábbi község Franciaországban, Deux-Sèvres megyében. Lakosainak száma 301 fő (2015). Pioussay La Forêt-de-Tessé, Paizay-Naudouin-Embourie, Theil-Rabier, Hanc és Lorigné községekkel határos.
2019. január 1-jén három másik korábbi községgel egyesült és az így létrejött Valdelaume új község része lett.

## Népesség
A település népességének változása:
| Lakosok száma | 311  | 301  | 300  |
|               | 2013 | 2015 | 2016 |